# Kanton Nice-10
Nice-10 is een voormalig kanton van het Franse departement Alpes-Maritimes. Het kanton maakte deel uit van het arrondissement Nice. Het werd opgeheven bij decreet van 24 februari 2014, met uitwerking op 22 maart 2015.
Het kanton omvatte de volgende delen van de stad Nice:
- Magnan
- Fabron
- Ste Hélène
- La Lanterne
- Carras
- Ferber
- Caucade
- Les Eucalyptus